# Cassandra Fox
Cassandra „Cass“ Fox (* 1982 in London) ist eine britische Popsängerin.

## Karriere
Cassandra Fox wurde bei einem Auftritt von einem Freund des DJs Rui da Silva entdeckt, welcher sie zu sich ins Studio einlud. Für den House-Track Touch me lieferte sie den Gesang und schrieb auch den Text. 2001 wurde die Single ein Nummer-eins-Hit in den britischen und irischen Charts.
2005 erschien ihr Soloalbum Come Here bei Island Records. Es folgte eine Tournee im Vorprogramm von Faithless. 2006 wirkte sie als Sängerin bei deren Single Music Matters mit.

## Diskografie (Auswahl)
Alben
- 2005: Come Here (Island Records)

Singles
- 2000: Touch Me (Rui da Silva feat. Cassandra)
- 2001: Holding On (mit Kingsize Please)
- 2005: Out of My Reach
- 2006: Army of One